# Dolichopeza (Megistomastix) vittinervis
Dolichopeza (Megistomastix) vittinervis is een tweevleugelige uit de familie langpootmuggen (Tipulidae). De soort komt voor in het Neotropisch gebied.